# Impostor

Título estilizado do filme.

Impostor (bra/prt: Impostor) é um filme estadunidense de 2001, dos gêneros drama e ficção científica, dirigido por Gary Fleder, com roteiro baseado no conto homônimo de Philip K. Dick.

## Enredo
Em 2079, Spencer Olham é um cientista especialista em armas trabalhando para o governo terrestre que tenta deter uma invasão dos alienígenas de Alfa Centauro. Sua vida sofre uma reviravolta quando é acusado pela polícia secreta, liderada pelo Major Hathaway, de ser um impostor - um clone cibernético perfeito do verdadeiro Spencer Olham com uma bomba interna a ser usada para matar uma alta autoridade do governo. Spencer não acredita e consegue fugir das instalações. Acaba recebendo ajuda de refugiados, deixados marginalizados pelo governo após um bombardeio alienígena que arrasou a cidade. Enquanto foge tenta conseguir provas de que houve um engano e que não é um clone alienígena.

## Elenco
| Nome                   | Personagem               |
| ---------------------- | ------------------------ |
| Gary Sinise            | Spencer Olham            |
| Madeleine Stowe        | Maya Olham               |
| Vincent D'Onofrio      | Hathaway                 |
| Tony Shalhoub          | Nelson Gittes            |
| Tim Guinee             | Dr. Carone               |
| Mekhi Phifer           | Cale                     |
| Gary Dourdan           | Capitão Burke            |
| Lindsay Crouse         | Chanceler                |
| Elizabeth Peña         | Parteira                 |
| Jason Beck             | Membro de gang           |
| Judy Jean Berns        | Mulher descontente       |
| Veena Bidasha          | Enfermeira severa        |
| Ellen Bradley          | Chefe de enfermagem      |
| Shane Brolly           | Burrows                  |
| Golden Brooks          | Irmã de Cale             |
| Brian Brophy           | Oficial militar          |
| Burt Bulos             | Apresentador             |
| Scott Burkholder       | Jack Stoller             |
| Morty Coyle            | Casal se beijando        |
| Yvette Ocampo          | Casal se beijando        |
| Cristos                | Soldado                  |
| Una Damon              | Apresentador local       |
| John Gatins            | Soldado paciente         |
| Erica Gimpel           | Apresentadora            |
| Bayani Ison            | Líder de esquadrão       |
| Arly Jover             | Apresentador             |
| Elizabeth Kate         | Maya Lookalike           |
| JoNell Kennedy         | Enfermeira               |
| Ted King               | Operador RMR             |
| Rachel Luttrell        | Enfermeira sala de exame |
| Malea McGuinness       | Enfermeira               |
| Ivana Milicevic        | Membro de gang           |
| Diane Mizota           | Recepcionista            |
| Melinda Renna          | Repórter                 |
| Adam Rodriguez         | Soldado                  |
| Shannon Saint Ryan     | Zoner                    |
| Kimberly Scott         | Oficial comms            |
| Greg Serand            | Garoto de gang           |
| McCanna Anthony Sinise | Jóvem Spence             |
| Giovanni Sirchia       | Soldado                  |
| Tracey Walter          | Sr. Siegel               |

## Recepção
Impostor teve uma recepção mista para negativa por parte da crítica especializada. Com base em 26 avaliações profissionais, alcançou uma pontuação de 33% no Metacritic.

## Premiações
- Indicado

Fantasporto
Categoria melhor filme[carece de fontes?]